# Горгански залив
Горгански залив или Астрабадски залив (на персийски: خلیج گرگان), е плитък залив на Каспийско море, разположен в крайната му югоизточна част, край бреговете на Иран. Вдава се в сушата на 63 km между континента и полуостров Мианкале на север. Максимална ширина 11 km (на изток), дълбочина до 4 m. Чрез тесен проток се свързва с открито море, в който е разположен остров Ашораден. Бреговете му са предимно ниски и заблатени. На източния му бряг е разположен град Бандар Торкаман.